# ガイダンスカウンセラー
ガイダンスカウンセラー（Guidance Counselor）とは、2011年より一般社団法人日本スクールカウンセリング推進協議会が認定する民間資格、およびその有資格者のことである

## 概要
ガイダンスカウンセラーとは，学校等（保育所，幼稚園，認定こども園，小学校，中学校，義務教育学校，高等学校，中等教育学校，特別支援学校，大学，高等専門学校，専修学校，各種学校など）において，「チーム学校」の一員として子どもたちの学業面，進路・キャリア面，心理・社会面，健康面における発達課題への取り組みを支援する心理と教育の専門家である。。
資格認定を行う一般社団法人日本スクールカウンセリング推進協議会は、スクールカウンセリングを「生徒指導、教育相談、進路指導、キャリア教育、特別活動、道徳教育、特別支援教育を一つの知識体系と技法体系にまとめあげた教育方法」と定義しており、ガイダンスカウンセラーは心理相談だけでなく、学業・進路・人格形成・社会性・健康など様々な面で支援を行う者とされ、その点、文部科学省派遣のスクールカウンセラーである臨床心理士や精神科医などとは性格や守備範囲が異なる。後者が心や行動の問題に悩む人々について臨床心理学の知識・技術を用いて心理的な問題を扱う「心理臨床の専門家」であるのに対して、前者はすべての子どもたちについて学習、進路、人格・社会性、健康の面における発達を援助する「教育の専門家」といえる。
2017年3月現在の有資格者は3,509名。

## 歴史

### 教職課程における「生徒指導」「進路指導」「教育相談」科目の新設
1986年1月、日本進路指導学会が文部省（当時）の福井謙一教育課程審議会会長宛に「学校における進路指導の充実に関する要望書」を建議した。その内容は進路指導の内容に子どもたちの進路に関する発達課題を設定し、主体的な進路選択の能力を育成することや、それら指導を推進するために全国の一定規模以上の学校に定員外専門職として児童・生徒の進路に関わるガイダンスカウンセリングを担当する進路指導主事を配当する事などであった。
これらの要望の多くは日の目を見なかったが、その後の教育職員免許法の改正に際して、教職専門科目の必修科目として「生徒指導」「進路指導」「教育相談」が新設されることになり、これらの要素が学校教員に求められることが明確になった点では一定の成果が見られた。

### 「相談指導教諭」制度案
1990年5月に日本カウンセリング学会が「学校現場において生徒指導・教育相談・学級経営などの分野で指導者的立場から指導及び助言を行えるものが設置されるべき」という考えから、日本教育心理学会・日本進路指導学会に「学校機関における『相談指導教諭（仮称）』制度新設」を呼びかけ、両学会はこれに応じた。以来3学会が連携し、実現に向け検討を行った。
1997年には文部省中学校課に「養護教諭が児童生徒の身体の擁護をつかさどるように、心の問題を担当し、また子どもたちの適応的・進路的相談指導をつかさどるもの」として「相談指導教諭（仮称）」制度の新設案を提示（1/15付）した。が、実現には至らなかった。

### スクールカウンセリングに関する諸団体の動向
その他の団体でも「認定カウンセラー（1986年設立）」「キャリアカウンセラー（1992年同）」「学校カウンセラー（1995年同）」「学校心理士（1997年同）」「臨床発達心理士（2002年同）」などの資格認定が行われ、それぞれに活動していた。
これらの資格は、文部科学省（旧文部省）のスクールカウンセラー事業における任用規定では、スクールカウンセラーに「準ずる」者とされていた。そこでこれら資格の認定機関や学会の中には、文部科学省に対し、これらの資格取得者について正規のスクールカウンセラーとして扱ってほしい、「準ずる」という扱いを改善して欲しいと要請するものがあり、そのような団体が連合して活動しようとする機運もあったが、各団体の認定する資格が消滅してしまうのではないかという不安から話はまとまらなかった。

### 新資格「ガイダンスカウンセラー」の創設
しかし、文部科学省から「同じ考えを異なる団体が個別に訴えるのではなく、窓口が一つにならないか」という提案があった。この提案を受け、6資格の認定機関とそれを支持する学会・団体が「（各資格が相互扶助して共存する）緩やかな連合」というコンセプトを共有して、2009年に「スクールカウンセリング推進協議会」（2015年4月に一般社団法人日本スクールカウンセリング推進協議会に移行）が設立され、この連合の認定資格として「ガイダンスカウンセラー」を創設した。
発足時の構成団体は以下の通りである。「学会連合資格『学校心理士』認定運営機構」「日本学校心理士会」「日本学校教育相談学会」「日本カウンセリング学会」「日本キャリア教育学会」「日本教育カウンセリング学会」「NPO法人日本教育カウンセラー協会」「一般社団法人臨床発達心理士認定運営機構」「日本臨床発達心理士会」。

## 職務・能力

### 職務範囲
活動領域は学校教育分野であり、その守備範囲は、(1)子どもの発達課題(2)子どもの環境の2領域にわたる。子どもの発達課題としては、米国スクールカウンセラー協会（American School Counselor Association ASCA）を参考にして、(1)学業(2)進路(3)人格形成(4)社会(5)健康の5分野をあげている。また子どもの環境としては(1)学校組織(2)教師(3)保護者・地域の3分野が重要とされている。子どもの心理面だけでなく、子どもを取り巻く環境全体が職務範囲となる点が特徴である。

### 求められる能力
ガイダンスカウンセラーは子どもを取り巻く環境全体に関わるため、心理学的な専門知識の他に、以下に挙げるような能力が必要であるとされる。
　
- アセスメント（状況の把握、課題の発見、効果測定など）
- 個別対応（個別カウンセリングのスキルなど）
- グループ対応（リーダーシップ、話し方など）
- コーディネーション、コラボレーション（関係各所・個人との調整・連携）
- コンサルテーション（情報提供、助言など）

## 倫理規定
スクールカウンセリングの専門家であるガイダンスカウンセラーは、カウンセリング心理学をはじめとした専門的知識・能力が求められるのみではなくヒューマンサービス職としての側面があり、その人間的資質と倫理観が問われる職業である。
スクールカウンセリング推進協議会では、「倫理に関する基本となるべき事項を定めることにより、本協議会の業務執行の公正さに対する疑惑や不信を招くような行為の防止を図り（中略）社会的な信頼を確保すること」を目的とした倫理規定を設けており、第３条では、その基本的責務として「本協議会の役員、会員、事務局員は（中略）法令、定款、関係規程等を厳格に遵守し、社会的規範に反することのないよう行動しなければならない」とし、「法令に違反する行為」「セクシャル・ハラスメント、パワー・ハラスメント、差別的言動、暴言暴力など基本的人権尊重の精神に反する言動」「個人および団体の名誉を毀損し、またはプライバシーを侵害する言動」「行使を混同し、職務やその地位を利用して不正に自己または他人の利益を計る言動」の禁止し、第５条には遵守事項に違反した場合の処分が明記されている。

## 資格取得
ガイダンスカウンセラー資格を取得するには、次に述べる3通りの方法がある。

### 資格認定試験Ⅰ
一般社団法人日本スクールカウンセリング推進協議会が行なう試験を受け、所定の成績を収めた者。
受験資格は、以下の3つの要件をすべて満たすこと。
1. 大学院修士課程を修了し、ガイダンスカウンセラーの業務に関連した科目を履修し、単位取得を認められた者
2. ガイダンスカウンセリングに関連した業務に2年以上[注釈 2]就いた者
3. 教員免許状を有する者[注釈 3]

### 資格認定試験Ⅱ
次のA,Bの要件を満たしている者は、一般社団法人日本スクールカウンセリング推進協議会の構成団体に推薦状発行の申請をすることができる。
A.4能力（個別対応、グループ対応、アセスメント、コーディネーション・コンサルテーション）すべてを有する者
B.下記のうちいずれかの実績を有する者
1. 実務経験を10年以上有する者
2. 学校・地域において、生徒指導、進路指導、教育相談で主導的役割を果たしている者
3. 教育行政においてガイダンスカウンセリングに関して主導的役割を果たしている者
4. 管理職としてガイダンスカウンセリングに関して主導的役割を果たしている者
5. 著書・論文等でガイダンスカウンセリング分野に関連した業績を有する者

推薦状が発行された者は同協議会の認定委員会の審査を受け、合格した場合は筆記ならびに実技試験が免除される

### 資格認定試験Ⅲ
受験資格は，公認心理師資格を有していること。

## 臨床心理士・スクールソーシャルワーカーとの違い
ガイダンスカウンセラーと臨床心理士・スクールソーシャルワーカーは、教育現場において子どもを援助する資格であるという共通点があるが、同時にそれぞれ違った特色を持っている。それぞれの資格の違いは以下のように挙げられる
臨床心理士は個人の心理的な問題を扱う「心理療法の専門家」である。臨床心理士は心や行動の問題に悩む人々を対象とし、臨床心理学の知識や技術を用いて対象者の病理的心理の原因（身体的原因・過去の心的外傷・無意識の抑圧感情など）を個体内に発見し、それに対して認知療法、箱庭療法、催眠療法など心理療法的に「治す」という観点で対応する。
スクールソーシャルワーカーは貧困、家庭崩壊、被虐待などにより、普通の生活ができない子どもたちを対象とする。子供が普通に暮らす権利を擁護するという観点を持ち、児童相談所や市役所などの行政機関やその他外部機関との連携、それら環境と子どもとの仲介、自立支援の相談などを行う。
ガイダンスカウンセラーは子どもの学習面、人格・社会面、進路面、健康面における成長発達を推進する「教育の専門家」である。すべての子どもが対象であり、個人と環境（友人、教師、親、異性、キャリア、人生など）との関係に働きかけながら様々な発達課題を乗り越えていくことを手助けするという姿勢、すなわち「育てる」という観点で対応する。

## スクールカウンセラーとしての扱い
これまで文部科学省派遣のスクールカウンセラーの資格要件は(1)臨床心理士(2)精神科医(3)臨床心理学の大学教授のいずれかに該当する者とされ、ガイダンスカウンセラーは「スクールカウンセラーに準ずる者」という扱いであった。これに対し一般社団法人日本スクールカウンセリング推進協議会は「スクールカウンセリングは心理臨床に偏向してはならず、発達課題を解決して成長発達を支援する事も求められる」という考えから、これらの要件にガイダンスカウンセラーも加えるよう文部科学省に働きかけてきた。
2017年4月の「スクールカウンセラー等活用事業実施要領」（文科省）の改正において、上記の資格要件に「(4)都道府県又は指定都市が上記の各者と同等以上の知識及び経験を有すると認めた者」が追加された。また文部科学省「教育相談等に関する調査研究協力者会議」平成29年1月の報告では、スクールカウンセラーに必要な資格として「これまでSCとして担ってきた臨床心理士等の実績や不登校や問題行動等の未然防止や集団に対する取組を主な職務とするガイダンスカウンセラーの実績等を踏まえた、ふさわしい資格を判断すべき」と臨床心理士と併記されるなど、ガイダンスカウンセラーへの公的な扱いに変化が出てきている。
2020年10月に「スクールカウンセラー等活用事業に関するＱ＆Ａ」（文部科学省）が公表された。その「Ａ３．スクールカウンセラー等活用事業実施要領においては，ＳＣの選考に当たり，以下の資格等を求めています。」では，「⑤ 都道府県又は指定都市が上記の各者と同等以上の知識及び経験を有すると認めた者」の例として，「なお，上記⑤については，各教育委員会において適切に判断していただく必要がありますが，例えば，学校現場における心理支援の実務の実績を重視する一般社団法人日本スクールカウンセリング推進協議会の認定に係るガイダンスカウンセラーなど，心理及び学校教育に関して専門的な知識・経験を有する者が想定されます。」として，ガイダンスカウンセラーが，その特性を踏まえて，例示されている。